# Benjamin Corgnet
Benjamin Corgnet (Thionville, 6 aprile 1987) è un ex calciatore francese, di ruolo centrocampista.

## Biografia
All'età di dieci anni rifiuta, insieme al consenso del padre, l'offerta ricevuta dall'Olympique Lione di militare nelle formazioni giovanili del club.

## Carriera

### Club

#### Giovanili
La sua carriera da calciatore inizia nel 1998 quando viene acquistato dal Laval per militare nelle varie divisioni giovanili. Nel 2004 viene acquistato dai Millery-Vourles e, dopo cinque stagioni, si trasferisce al Monts d'Or Azergues Foot dove mette in mostra tutte le sue doti calcistiche. In sei mesi riesce ad attirare a sé l'attenzione di parecchi club interessati così, a dicembre 2009, il Digione, gli propone di sostenere un provino per mettere in mostra tutte le sue doti. Una volta conclusosi il provino, gli viene offerto di firmare un contratto con il club francese, ma il calciatore rimanda il suo trasferimento a fine stagione.

#### Digione
A luglio 2010 passa al Digione, dopo aver firmato un contratto di durata biennale. Segna la sua prima rete con la maglia del Digione in Coupe de la Ligue contro l'Amiens. Il 17 settembre 2010 segna la sua prima rete da calciatore professionista nella partita vinta contro l'Evian. Rapidamente si afferma nella formazione titolare il club gli offre il prolungamento di contratto con scadenza nel 2015. La stagione disputate con, all'attivo, 32 presenze e una rete gli permettono di ricevere la nomina come miglior calciatore della Ligue 2 dopo aver conquistato la promozione per la Ligue 1.
Segna la sua prima rete nella Ligue 1 nella partita contro il Rennais, mentre il 15 ottobre 2011 firma la sua prima doppietta in carriera contro il Montpellier.

#### Lorient e Saint-Étienne
Il 4 settembre 2012, poco prima della chiusura della finestra di mercato si è unito al Lorient assicurandosi un ritorno in Ligue 1, in un accordo del valore di circa 6 milioni.
L'11 luglio 2013 si trasferisce al Saint-Étienne per circa 5000000 €.

## Statistiche

### Presenze e reti nei club
Statistiche aggiornate al 18 dicembre 2011.
| Stagione        | Squadra         | Campionato      | Campionato | Campionato | Coppe nazionali | Coppe nazionali | Coppe nazionali | Coppe continentali | Coppe continentali | Coppe continentali | Altre coppe | Altre coppe | Altre coppe | Totale | Totale |
| Stagione        | Squadra         | Comp            | Pres       | Reti       | Comp            | Pres            | Reti            | Comp               | Pres               | Reti               | Comp        | Pres        | Reti        | Pres   | Reti   |
| --------------- | --------------- | --------------- | ---------- | ---------- | --------------- | --------------- | --------------- | ------------------ | ------------------ | ------------------ | ----------- | ----------- | ----------- | ------ | ------ |
| 2010-2011       | Digione         | L2              | 32         | 1          | CL              | 3               | 1               | -                  | 0                  | 0                  | -           | 0           | 0           | 35     | 2      |
| 2011-2012       | Digione         | L1              | 28         | 8          | CL              | 0               | 0               | -                  | 0                  | 0                  | -           | 0           | 0           | 28     | 8      |
| Totale carriera | Totale carriera | Totale carriera | 60         | 8          |                 | 4               | 1               |                    | 18                 | 0                  |             | 1           | 0           | 73     | 9      |

## Palmarès

### Competizioni nazionali
- Coppa di Lega francese: 1

Strasburgo: 2018-2019